# Amazilia
Amazilia é um gênero de aves apodiformes pertencente à família dos troquilídeos, que inclui os beija-flores. O gênero possui em torno de cinco — anteriormente, em seu auge, mais de 30 — espécies reconhecidas, introduzido pelo naturalista René Primevère Lesson, que substituiu o atualmente obsoleto gênero Ornismya; que se distribuem desde a parte mais sul do continente centro-americano até o centro da América do Sul, se estendendo pela Costa Rica, onde vai seguindo ao Panamá, chegando à Colômbia e se distribuindo nas proximidades pelo Equador, pelas florestas tropicais e subtropicais úmidas de baixa altitude e as florestas secundárias altamente degradadas, além de se encontrar em áreas urbanas e suburbanas, por onde procura por artrópodes, que servem como um complemento à dieta de néctar e pólen. O gênero foi introduzido para o descritor específico amazilia, este considerado nos dias atuais dentro do gênero monoespecífico Amazilis.

## Espécies
Atualmente o Congresso Ornitológico Internacional reconhece as seguintes espécies:
- Amazilia rutila - (Delattre, 1843)  —  beija-flor-canela, colibri-canela
- Amazilia yucatanensis -  (Cabot, S, 1845)  —  beija-flor-de-barriga-laranja, colibri-do-iucatão
- Amazilia tzacatl - (de la Llave, 1833)  —  beija-flor-de-barriga-cinza, colibri-de-cauda-ruiva
- Amazilia boucardi - (Mulsant, 1877)   —  beija-flor-do-mangue, colibri-dos-mangais
- Amazilia luciae -  (Lawrence, 1868)  —  beija-flor-das-honduras, colibri-hondurenho